# Igor Protti
Pour les articles homonymes, voir Protti.
Igor Protti, né le 24 septembre 1967 à Rimini, dans la province éponyme, en Émilie-Romagne, est un footballeur italien évoluant au poste d'attaquant.

## Biographie
Igor Protti est sacré meilleur buteur du championnat d'Italie 1995-1996 avec 24 buts malgré le fait que son équipe, l' AS Bari soit reléguée en Serie B.
Il remporte ensuite la Supercoupe d'Italie en 1998 avec la SS Lazio, et dispute 4 matchs en Coupe de l'UEFA avec cette équipe.
Lors de la saison 2002-2003, il termine meilleur buteur de Serie B, avec 23 buts inscrits. La saison suivante, il inscrit 24 buts en Serie B, ce qui fait de lui le 3e meilleur buteur du championnat, derrière Luca Toni et Cristiano Lucarelli.

## Distinctions individuelles
- Meilleur buteur du championnat d'Italie 1995-1996 (24 buts)
- Meilleur buteur de Serie B 2002-2003 (23 buts)